# 凤山关帝庙
凤山关帝庙，又称丰宁关帝庙，位于中国河北省承德市丰宁满族自治县凤山镇，2001年2月7日公布为河北省文物保护单位，2013年3月5日公布为第七批全国重点文物保护单位。